# 8686 Akenside
8686 Akenside eller 1992 OX1 är en asteroid i huvudbältet som upptäcktes den 26 juli 1992 av den belgiske astronomen Eric W. Elst vid La Silla-observatoriet. Den är uppkallad efter den brittiske diktaren Mark Akenside.